# Claire-Anne Siegrist
Pour les articles homonymes, voir Siegrist.
Claire-Anne Siegrist, née en janvier 1958 à Zurich, est une pédiatre et vaccinologue suisse enseignant à la faculté de médecine de l'université de Genève (CMU). 

## Biographie
Elle fait ses études à l'université de Genève en pédiatrie et maladies infectieuses et se forme en immunologie avancée à l'université d'Aix-Marseille. Sa thèse de doctorat, soutenue en 1998, porte sur la vaccination en bas âge. 
Elle dirige depuis 1996 le Centre collaborateur de l'OMS pour l'immunologie vaccinale et depuis 2013 le Centre de vaccinologie des Hôpitaux Universitaires de Genève (HUG). Elle est nommée professeure de vaccinologie à Genève en 1999 puis crée la première chaire de vaccinologie en Europe. Elle préside de 2004 à 2014 la commission fédérale pour les vaccinations (CFV). Elle est nommée experte par le gouvernement britannique au comité pour la vaccination et l'immunisation de  2008 à 2016 et dans le groupe consultatif stratégique d'experts de l'OMS depuis 2010.
En 2014, elle dirige l'essai clinique d'un vaccin contre la maladie à virus Ebola commandé par l'OMS.
Elle met en place InfoVac, une plateforme d'information et de consultation pour toutes les questions concernant la vaccination.

## Travaux
Elle mêne des travaux de recherche dans le domaine de l'immunologie vaccinale, étudiant notamment  le fonctionnement des vaccins et les mécanismes de maturation des réponses infantiles. 

## Distinctions
- Prix mondial Nessim-Habif de la faculté de médecine de l'Université de Genève, automne 2017 lors du Dies academicus 2017[4].
- Prix Best of ESPID Education Award 2018, 31 mai 2018, délivré par la Société Européenne pour les Maladies Infectieuses Pédiatriques (ESPID)[5],[6].
- Chevalier de l'Ordre national de la Légion d'honneur, 11 mars 2019[2].